# Sara Balzer
Sara Balzer (Strasbourg, 3 de abril de 1995) é uma esgrimista francesa, medalhista olímpica.

## Carreira
Balzer conquistou a medalha de prata nos Jogos Olímpicos de Verão de 2020 em Tóquio ao lado de Cécilia Berder, Manon Brunet e Charlotte Lembach, após confronto contra as russas Olga Nikitina, Sofia Pozdniakova e Sofya Velikaya na disputa de sabre por equipes.